# Звезда (газета, Пермь)
«Звезда» — пермская краевая общественно-политическая газета.

## История
Газета «Звезда» издаётся с 11 ноября (29 октября) 1917 года. Сначала под названием «Пролетарское знамя», а с 16 июня 1920 года стала называться «Звездой» в честь первой легальной газеты РСДРП.
Основными темами публикаций стали сельскохозяйственные успехи страны, работа трудовых коллективов и передовиков производства. Особенностью газеты этого периода было широкое взаимодействие с героями публикаций (работа выездных редакций), а также привлечение большого количества внештатных корреспондентов со всех уголков Урала.
Во время Великой Отечественной войны газета «Звезда» широко освещала события, происходящие в тылу, роль Урала в военной жизни страны. Журналисты рассказывали о героических подвигах военных.
В послевоенные годы основной темой газеты было восстановление народного хозяйства, отслеживалось выполнение плана пятилеток. На её страницах изображались все ключевые мероприятия жизни региона, а также актуальные проблемы и пути их решения.
В сентябре 1991 года учредителями «Звезды» вместо обкома КПСС стали Пермский областной Совет народных депутатов и журналистский коллектив редакции.
Независимой газета стала в октябре 1993 года, преобразовавшись затем в акционерное общество закрытого типа «Редакция газеты „Звезда“», акционерами которого являются сотрудники редакции.
За время работы издания выпущено более 31 000 номеров газеты.
- Учредитель и издатель: ЗАО «Редакция газеты „Звезда“».
- Главный редактор газеты «Звезда»: Александр Шестаков.

Газета распространяется на территории Перми и Пермского края по подписке и в розницу.

## Увековечение имени
В честь газеты в Перми названа улица Газеты «Звезда».

## Награды
В 2004 году издание получило премию имени Герда Буцериуса «Свободная пресса Восточной Европы».